# Інгеборга Еріксдоттір Норвезька
Інгеборга Еріксдоттір Норвезька (норв. Ingebjørg Eiriksdatter; 1297—1357) — норвезька принцеса та шведська герцогиня. Вона була герцогинею Упландська, Еландська та Фінляндська. Будучи вдовою, вона мала місце в уряді регентства свого племінника Магнуса, який правив як король Швеції та Норвегії.

## Сім'я
Інгеборг була дочкою короля Норвегії Еріка II та Ізабели Брюс. Її батько Ерік II помер 15 липня 1299 року, коли Інгеборзі було один-два роки. Його наступником став його молодший брат Гокон V, оскільки він помер без синів. У 1300 році мати Інгеборги влаштувала заручини своєї трирічної дочки з Джоном Магнуссоном, графом Оркнейським (помер у 1311 році). Шлюб так і не відбувся; неясно, чи було розірвано заручини, чи він помер до її повноліття.

## Шлюб
На подвійному весіллі 1312 року в Осло (ще один захід влаштувала її мати) Інгеборг вийшла заміж за молодшого брата шведського короля Біргера, Вальдемара, герцога Фінляндського, а її молодша кузина Інгеборга, єдина законна дитина короля Гокона V, вийшла заміж за старший брата Біргера Еріка, герцога Седерманландського. До приданого старшої Інгеборги входив острів Еланд, де вона час від часу згадувалася як герцогиня Еландська. У 1316 році у неї народився син, який, ймовірно, помер молодим.
У ніч з десятого на одинадцяте грудня 1317 року її чоловіка Вальдемара та його брата Еріка заарештували та заковали в ланцюги під час зустрічі зі старшим братом короля Біргером в Нючепінгу. Під час ув'язнення свого чоловіка та шурина вона та її двоюрідна сестра та невістка Інгеборги Гоконсдоттір стали лідерами послідовників своїх подружжя. 16 квітня 1318 року «дві герцогині Інгеборги» уклали в Кальмарі договір з данським герцогом Крістофером Галланд-Самсьо та архієпископом Лундським Есгаром про звільнення своїх чоловіків і не укладати мир з королями Швеції та Данії до того, як вони погодяться на це. Дві герцогині пообіцяли виконувати обіцянки, які вони дали взамін, від імені своїх чоловіків. Пізніше того ж року було підтверджено, що їхні чоловіки померли. Вони або померли від голоду, або були вбиті.

## Вдівство
Таким чином, «дві герцогині Інгеборг» згадуються одного разу в 1318 році як діючі від уряду разом із Матсом Кеттільмундссоном. Тоді здається, що на той час Інгеборга мала місце в уряді опікуна неповнолітнього сина її двоюрідної сестри Інгеборги, короля Магнуса, хоча немає списку цих членів і жодних інших доказів того, що вона насправді була в ньому. Її невістка дійсно залишалася могутньою політикинею протягом десятиліть. Інгеборга Еріксдоттір називалася герцогинею Еландською принаймні з 1340 року, пережила свого покійного чоловіка ще довго після його смерті та залишилася в Швеції до власної смерті.